# Peter Anders
Peter Anders (ur. 1 lipca 1908 w Essen, zm. 10 września 1954 koło Hamburga) – niemiecki śpiewak operowy, tenor.
Studiował w berlińskiej Hochschule für Musik, jego nauczycielką była Lula Mysz-Gmeiner. Jako śpiewak operowy debiutował w 1932 roku w Heidelbergu. W kolejnych latach występował w Darmstadcie, Kolonii, Hanowerze i Monachium. W latach 1939–1948 śpiewał w berlińskiej Staatsoper Unter den Linden. W 1943 roku wziął udział w festiwalu w Salzburgu. Po 1948 roku występował w Hamburgu i Düsseldorfie. Gościnnie występował na Edinburgh Festival (1950) i w Covent Garden Theatre (1951). Zginął w wypadku samochodowym.
Był artystą wszechstronnym, w jego repertuarze znajdowały się role operowe i operetkowe, oratoria, kantaty, pieśni. Odgrywał role Tamina w Czarodziejskim flecie i Belmonta w Uprowadzeniu z seraju W.A. Mozarta oraz Waltera w Śpiewakach norymberskich R. Wagnera. W 1938 roku wystąpił w monachijskiej premierze opery Richarda Straussa Dzień pokoju. Ceniono go także jako wykonawcę pieśni Beethovena, Brahmsa, Wolfa, Schumanna i Schuberta. 